# 英特尔睿频加速
英特尔睿频加速（英語：Intel Turbo Boost）是英特尔的对其中央处理器（CPU）的动态时钟频率调整特性的商业名称。当程序对CPU资源利用增加时，睿频加速技术自动开启，会自动提高某些版本CPU的工作频率，以满足算力需求，从而实现更高的性能。。
启动后，处理器将尝试提高处理器的时钟频率；具体频率的提高，由处理器的功率、电流、温度限制、需要提高频率处理器核心数量，和正在使用中核心的（Intel为处理器设置的）最高頻率所决定。此外，若睿频加速期间，处理器的温度，功率等超过限制，则处理器的时钟频率会下降，以保护处理器。

## 历史
2008年11月，英特爾睿频加速技术1.0首次由Intel Turbo Boost Technology in Intel Core Microarchitecture (Nehalem) Based Processors白皮书发布，同月，Intel基于Nehalem微架构（该架构也是第一代分为i3、i5、i7的架构）的处理器发布，使用了英特爾睿频加速技术1.0。
2011年，英特爾睿频加速技术2.0随基于Sandy Bridge微架构的处理器发布而发布。
英特爾睿頻加速Max 3.0技術最早隨Broadwell-E處理器發布，部分Intel Core X處理器和部分10代Intel Core處理器支援該技術。